# Liste der Naturdenkmale in St. Egidien
Die Liste der Naturdenkmale in St. Egidien nennt die Naturdenkmale in St. Egidien im sächsischen Landkreis Zwickau.

## Definition
„Naturdenkmäler sind rechtsverbindlich festgesetzte Einzelschöpfungen der Natur oder entsprechende Flächen bis zu fünf Hektar, deren besonderer Schutz erforderlich ist
1. aus wissenschaftlichen, naturgeschichtlichen oder landeskundlichen Gründen oder
2. wegen ihrer Seltenheit, Eigenart oder Schönheit.“

„§ 18 – Naturdenkmäler – (zu § 28 BNatSchG)
(1) Die Erklärung nach § 22 Abs. 1 BNatSchG von Teilen von Natur und Landschaft als Naturdenkmal erfolgt durch Rechtsverordnung oder Einzelanordnung.
(2) Über § 28 Abs. 1 BNatSchG hinaus können Naturdenkmäler zur Sicherung von Lebensgemeinschaften oder Lebensstätten von im Bestand gefährdeten oder streng geschützten Arten festgesetzt werden.“

## Liste
Diese Auflistung unterscheidet zwischen Flächennaturdenkmalen (FND) mit einer Fläche bis zu 5 ha (bei Verordnung nach DDR-Recht auch mehr) und Einzel-Naturdenkmalen (ND).
Link zu einem Kartenansichtstool, um Koordinaten zu setzen.
| Bild | Bezeichnung                                               | Lage                                           | Beschreibung | Datum | Nummer       |
| ---- | --------------------------------------------------------- | ---------------------------------------------- | --- | ----- | ------------ |
| BW   | Zwergstrauchheide und Serpentinitsteinbrüche Kuhschnappel | St. Egidien (50° 48′ 28,7″ N, 12° 38′ 54,7″ O) | FND. 48820 m² Fläche. Zwergstrauchheide (im Landkreis seltener Biotoptyp mit entsprechenden Pflanzenarten), noch offene ehemalige kleine Serpentinitsteinbrüche besonderer Art mit interessanten Gesteinsaufschlüssen (Bronzitserpentinit), Pflanzenarten, insbesondere der Serpentin-Felsspaltengesellschaft, Lebensstätten von gefährdeten Tierarten, sowie Mischwald. | 1993  | Z364.231.094 |
| BW   | Sumpfwiesenbiotop                                         | St. Egidien (50° 46′ 52,5″ N, 12° 35′ 16,9″ O) | FND. 16258 m² Fläche. Auf der sogenannten Orchideenwiese am Ostrand des Rümpfwaldes wächst ein großer Bestand des Breitblättrigen Knabenkrautes sowie Fieberklee. | 1974  | Z364.231.122 |
| BW   | Winterlinde                                               | St. Egidien (50° 47′ 3,8″ N, 12° 36′ 53,5″ O)  | ND, am Höhenweg. | 1974  |              |